# Steve Bacic
Steve Bacic (Lisičić, Hrvatska, 13. ožujka 1965.) kanadski je filmski, televizijski i kazališni glumac hrvatskog podrijetla. Seli se u kanadsku saveznu državu Ontario gdje se počinje baviti glumom. 1991. godine prvi put izlazi pred male ekrane. Dosad je ostvario dvadesetak filmskih uloga i još puno veći broj uloga u tv-serijama.

## Vanjske poveznice
- Službene stranice  Arhivirana inačica izvorne stranice od 23. studenoga 2011. (Wayback Machine)
- Steve Bacic u internetskoj bazi filmova IMDb-u (engl.)